# Moteur moléculaire
Un moteur moléculaire est un objet de la taille d’une molécule ou d’un assemblage de molécules qui est capable de produire un travail mécanique ou un mouvement dirigé, ces buts ne pouvant être atteints que si de l’énergie est fournie au système. Les différences les plus importantes par rapport aux moteurs macroscopiques concernent la sensibilité des moteurs moléculaires à la viscosité de leur micro-environnement, et surtout à l’importance de l’agitation thermique. À l’échelle des picosecondes, ces machines sont soumises à un mouvement brownien et donc assez aléatoire.
Le terme de « moteur moléculaire » est utilisé en biologie où ce terme s’applique aux moteurs protéiques, mais aussi en chimie pour décrire des structures relativement petites entièrement construites de novo, les moteurs synthétiques. À l’avenir, ces objets sont appelés à devenir les composants d’éventuelles nanomachines.

## Moteurs moléculaires synthétiques
Les premiers exemples de moteurs synthétiques furent présentés en 1999 et concernaient des moteurs rotatifs. Tout comme les interrupteurs moléculaires, ils peuvent être en principe activés par une grande variété de stimuli. La plupart des moteurs décrits jusqu’à ce jour sont alimentés soit chimiquement, soit par la lumière ou par des électrons.
Ces moteurs peuvent être aussi classés par le type de mouvement produit : rotatif, linéaire, enfilage-désenfilage, ou circumrotation dans une molécule entrelacée.
a) Moteurs rotatifs :
- chimiques[1] ;
- photochromatiques[2],[3] ;
- électroniques[4].

b) Moteurs à molécules entrelacées.
Ces moteurs sont basés sur des caténanes ou des rotaxanes.

## Moteurs protéiques
On distingue couramment les moteurs rotatifs des moteurs linéaires. Les premiers sont impliqués dans la synthèse du carburant cellulaire essentiel : l'ATP (adénosine triphosphate) et dans la propulsion de bactéries telles que E. coli. Les seconds participent au transport intracellulaire, à la motilité cellulaire, à la mitose, à l'organisation de la cellule, aux contractions musculaires, aux battements des cils et des flagelles ou encore à la détection du son.
En particulier, les principaux moteurs protéiques du cytosquelette peuvent être regroupés en quatre groupes :
- les myosines, associées aux filaments d'actine ;
- les kinésines, associées aux microtubules ;
- les dynéines, également associées aux microtubules ;
- les enzymes se déplaçant sur l'ADN ou l'ARN, dont la plus importante est l'ARN polymérase.